# Comuna Seaca, Olt
Seaca este o comună în județul Olt, Muntenia, România, formată numai din satul de reședință cu același nume.

## Demografie
Componența etnică a comunei Seaca
     Români (94,53%)
     Alte etnii (5,47%)
Componența confesională a comunei Seaca
     Ortodocși (94,4%)
     Alte religii (0,32%)
     Necunoscută (5,28%)
Conform recensământului efectuat în 2021, populația comunei Seaca se ridică la 1.554 de locuitori, în scădere față de recensământul anterior din 2011, când fuseseră înregistrați 2.061 de locuitori. Majoritatea locuitorilor sunt români (94,53%). Din punct de vedere confesional, majoritatea locuitorilor sunt ortodocși (94,4%), iar pentru 5,28% nu se cunoaște apartenența confesională.

## Politică și administrație
Comuna Seaca este administrată de un primar și un consiliu local compus din 11 consilieri. Primarul, Ionuț Babadac[*], de la Partidul Național Liberal, este în funcție din 1 noiembrie 2024. Începând cu alegerile locale din 2024, consiliul local are următoarea componență pe partide politice:
|  | Partid                    | Consilieri | Componența Consiliului | Componența Consiliului | Componența Consiliului | Componența Consiliului | Componența Consiliului | Componența Consiliului |
|  | ------------------------- | ---------- | ---------------------- | ---------------------- | ---------------------- | ---------------------- | ---------------------- | ---------------------- |
|  | Partidul Național Liberal | 6          |                        |                        |                        |                        |                        |                        |
|  | Partidul Social Democrat  | 5          |                        |                        |                        |                        |                        |                        |